# Hilal Altınbilek
Hilal Altınbilek (Smirne, 11 febbraio 1991) è un'attrice e modella turca di origini croate da parte di madre e kosovare da parte di padre, nota per aver interpretato il ruolo della protagonista Züleyha Altun nella serie Terra amara (Bir Zamanlar Çukurova).

## Biografia
Nata nel 1991 a Smirne (Turchia), da madre di origini croate, Mehtap Elmaslı, e da padre di origini kosovare, Özdemir Altınbilek, venuto a mancare nel dicembre 2023 in seguito alle lunghe cure per il cancro, Hilal si è appassionata al teatro e alla recitazione fin dalle scuole elementari.
Mentre frequentava le scuole elementari ha iniziato a recitare in teatro, con lezioni impartite da Ali Haydar Elçığ presso il Contemporary Drama Ensemble di Smirne. Dopo aver completato l'istruzione primaria e secondaria, ha deciso di iscriversi presso la facoltà di economia aziendale dell'Università di Ege, dove al termine degli studi ha conseguito la laurea e nel contempo ha seguito diversi corsi e laboratori teatrali, in cui ha anche partecipato a varie rappresentazioni. Successivamente ha partecipato ad un concorso di bellezza, attirando l'attenzione di vari produttori. Nel 2009 e nel 2010 ha studiato recitazione presso il Müjdat Gezen Art Center (MSM) Actor Studio di Istanbul.
Nel 2011 ha fatto la sua prima apparizione come attrice con il ruolo di İrem nella serie quotidiana in onda su Fox Derin Sular. Dal 2013 al 2016 è stata scelta per interpretare il ruolo di Özlem Şamverdi nella serie in onda su Fox Karagül. Nel 2016 ha interpretato il ruolo di Nil nella serie in onda su Kanal D Love of My Life (Hayatımın Aşkı). Nel corso della sua carriera ha posato e collaborato come modella per diversi marchi e riviste, tra cui Cosmopolitan, InStyle, Alfa Beta, Alem e Vogue.
Nel 2018 ha ricoperto il ruolo di Yeşim nel film Çocuklar Sana Emanet diretto da Çağan Irmak, accanto all'attore Engin Akyürek. Dal 2018 al 2022 è stata scelta per interpretare il ruolo della protagonista Züleyha Altun nella serie in onda su ATV Terra amara (Bir Zamanlar Çukurova), insieme agli attori Uğur Güneş, Murat Ünalmış, Vahide Perçin, Kerem Alışık, Melike İpek Yalova, Furkan Palalı, Hande Soral e İbrahim Çelikkol.
Nel 2023 e nel 2024 è stata scritturata per interpretare il ruolo della protagonista Şebnem Arda Gümüşçü Öztürkmen nella serie in onda su Fox (poi Now) Şahane Hayatım, insieme agli attori Onur Tuna, Yiğit Özşener, Serkan Keskin, Nesrin Cavadzade, Sumru Yavrucuk, Gökçe Eyüboğlu e Timur Acar.

## Vita privata
Nel 2021 e nel 2022 è stata legata sentimentalmente allo scrittore Metin Hara. Dal 2022 è la compagna del direttore d'albergo e imprenditore Mehmet Can Uzun.

## Filmografia

### Cinema
- Çocuklar Sana Emanet, regia di Çağan Irmak (2018)

### Televisione
- Derin Sular – serie TV, 116 episodi (Fox, 2011)
- Karagül – serie TV, 125 episodi (Fox, 2013-2016)
- Love of My Life (Hayatımın Aşkı) – serie TV, 17 episodi (Kanal D, 2016)
- Terra amara (Bir Zamanlar Çukurova) – serie TV, 141 episodi (ATV, 2018-2022)
- Şahane Hayatım – serie TV, 30 episodi (Fox/Now, 2023-2024)

## Campagne pubblicitarie
- Cosmopolitan
- InStyle
- Alfa Beta
- Alem
- Vogue

## Doppiatrici italiane
Nelle versioni in italiano dei suoi film e delle sue serie TV, Hilal Altınbilek è stata doppiata da:
- Alessandra Bellini[61] in Terra amara[62]

## Riconoscimenti
- Ayakli Gazete TV Stars Awards
  - 2014: Vincitrice come Miglior attrice non protagonista in una serie televisiva drammatica per Karagül
  - 2021: Candidata come Miglior attrice per la serie Terra amara (Bir Zamanlar Çukurova)[63]
- International İzmit Film Festival
  - 2020: Candidata come Miglior attrice per la serie Terra amara (Bir Zamanlar Çukurova)[64]
- Golden Palm Awards
  - 2019: Candidata come Miglior attrice in una serie televisiva per la serie Terra amara (Bir Zamanlar Çukurova)[64]
- Nations Award Taormina - Thinking Green
  - 2023: Vincitrice come Miglior attrice con Kerem Alışık per la serie Terra amara (Bir Zamanlar Çukurova)[65][66]
- Pantene Golden Butterfly Awards
  - 2019: Candidata come Miglior attrice per la serie Terra amara (Bir Zamanlar Çukurova)[64]
- Turkey Youth Awards
  - 2020: Candidata come Miglior attrice televisiva per la serie Terra amara (Bir Zamanlar Çukurova)[64]